# Задняя полиморфная дистрофия роговицы, тип 2
Задняя полиморфная дистрофия роговицы, тип 2 (англ. Posterior Polymorphous Corneal Dystrophy 2; PPCD2) - редкая форма дистрофии роговой оболочки человека, связанная с мутациями гена COL8A2.